# Ilja Anatoljewitsch Schtokalow
Ilja Anatoljewitsch Schtokalow (russisch Илья Анатольевич Штокалов; * 1. September 1986 in Pobeda) ist ein russischer Kanute.

## Erfolge
Ilja Schtokalow nahm an zwei Olympischen Spielen teil. Bei seinem Debüt 2012 in London ging er im Einer-Canadier auf der 1000-Meter-Strecke an den Start und erreichte nach Rang drei im Vorlauf und auch im Halbfinale den Endlauf, in dem er jedoch nicht über den achten und damit letzten Platz hinauskam.
Bei den Olympischen Spielen 2016 in Rio de Janeiro startete er in zwei Wettkämpfen. Im Einer-Canadier über 1000 Meter qualifizierte er sich nach Rang drei im Vorlauf als Sieger seines Halbfinallaufs für das Finale. In diesem überquerte er hinter dem siegreichen Deutschen Sebastian Brendel und Isaquias Queiroz aus Brasilien sowie dem Moldawier Serghei Tarnovschi als Vierter die Ziellinie. Taranovschi wurde allerdings zwei Tage nach dem Finallauf des Dopings überführt. Der Internationale Sportgerichtshof bestätigte schließlich am 11. Juli 2017 die Entscheidung des Kanu-Weltverbandes, womit Taranovschi disqualifiziert wurde und die Bronzemedaille abgeben musste. Schtokalow rückte auf den dritten Platz nach. Mit Ilja Perwuchin nahm er außerdem im Zweier-Canadier am Wettkampf über die 1000-Meter-Distanz teil. Sie erreichten das Finale, das sie nach 
3:46,776 Minuten auf dem fünften Platz beendeten.
Weitere internationale Podestplatzierungen gelangen Schtokalow bei Europameisterschaften. Dabei sicherte er sich mit dem Vierer-Canadier über 1000 Meter jeweils die Bronzemedaille bei den Europameisterschaften 2009 in Brandenburg an der Havel sowie 2017 in Plowdiw.